# Raionul 1 Mai
Raionul 1 Mai (în ucraineană Першотравневий район, în transliterare Perșotravnevii raion) a fost unul din cele trei raioane orășenești ale orașului Cernăuți din Ucraina, cu reședința în orașul Cernăuți. A fost înființat în anul 1965, fiind inclus în componența RSS Ucrainene. Începând din anul 1991, acest raion face parte din Ucraina independentă. 
Acest raion avea o suprafață de 13,92 km² și o populație de 69.370 locuitori (2004), în mare majoritate de naționalitate ucraineni. 
Înainte de ocuparea Basarabiei și Bucovinei de nord de către Uniunea Sovietică în 1940, teritoriul său a făcut parte din județul Cernăuți.
Cele trei raioane ale orașului Cernăuți au fost desființate la 1 ianuarie 2016, prin Hotărârea nr. 1542 din 26 martie 2015 a Consiliului Orășenesc Cernăuți.

## Legături externe
- uc  Situl Radei Supreme a Ucrainei - Raionul 1 Mai